# Paulo Henrique Ganso
Paulo Henrique de Chagas Lima (Ananindeua, 12 de outubro de 1989), mais conhecido como Ganso, é um futebolista brasileiro que atua como meio-campista. Joga pelo Fluminense.

## Carreira

### Santos

#### Categorias de base
Paulo Henrique jogou futebol de salão pela Tuna Luso, dos sete aos quinze anos. Depois, passou para o futebol de campo, nas categorias de base do Paysandu.
Chegou ao Santos em 2005, trazido pelo ídolo santista Giovanni em uma transferência de novecentos mil reais.
O meia começou a destacar-se em 2007. Após uma lesão que o afastou dos gramados por seis meses, Paulo Henrique disputou a final do Campeonato Paulista Sub-20.
Já apontado como uma das grandes revelações do futebol brasileiro, foi o camisa 10 do Santos na decepcionante campanha da Copa São Paulo de Futebol Júnior de 2008. Na ocasião, a equipe, uma das favoritas à conquista do título, foi eliminada na disputa por pênaltis pelo Internacional, nas quartas de final. Na época, o jornal italiano La Gazzetta dello Sport já citava Paulo Henrique como uma das possíveis grandes revelações dessa Copinha. As boas atuações e os dois gols no torneio credenciaram-no a uma vaga no plantel principal da equipe santista.

#### 2008
Em 23 de janeiro, renovou seu vínculo com o clube por cinco anos, sendo promovido à equipe profissional. Estreou no dia 17 de fevereiro, contra o Rio Preto, pelo Campeonato Paulista. A má fase enfrentada pela equipe santista no campeonato afetou o desempenho do atleta. Em quatro jogos, não marcou nenhum gol nem teve atuação destacada.
Já no Campeonato Brasileiro, Paulo Henrique pouco foi notado. A fraca campanha da equipe, constantemente brigando contra o rebaixamento, impossibilitou boas exibições do meia, que esteve em campo em apenas três jogos, sem nenhum gol marcado.

#### 2009
Com a promessa de novas oportunidades na equipe principal, o meia permaneceu no Santos para a disputa do Campeonato Paulista. Na partida contra o Guarani, sob o comando do treinador interino Serginho Chulapa, finalmente marcou seu primeiro gol, que selou a vitória santista por 3–1. As constantes más apresentações do meia Lúcio Flávio rapidamente proporcionaram ao jovem jogador uma chance entre os titulares da equipe. Mostrando um futebol técnico e maduro, Paulo Henrique participou de quinze partidas, conquistando com o Santos o vice-campeonato.
O Campeonato Brasileiro inseriu de vez o meia-armador no cenário futebolístico brasileiro. Suas boas atuações motivaram a diretoria santista a renovar seu contrato, com multa estipulada em 137 milhões de reais e válido até julho de 2014. Apesar da campanha mediana da equipe (12.ª colocação) e de ter perdido dois pênaltis, no jogo em que o Santos foi derrota pelo Flamengo por 1–0, foi indicado pela CBF ao prêmio de revelação do campeonato, perdendo a disputa para o atacante Fernandinho, do Grêmio Barueri. Em seus 31 jogos pelo Brasileirão 2009, Ganso marcou oito gols, sendo o terceiro artilheiro da equipe, e deu quatro assistências. Foi ainda o segundo maior ladrão de bolas da equipe, com 45 desarmes.

#### 2010
No ano de 2010, foi campeão do Campeonato Paulista e da Copa do Brasil, sendo eleito o craque da competição. Já considerado o melhor meia armador do futebol brasileiro e contando com a boa fase do Santos, o meia esteve em evidência na mídia devido a suas boas atuações, e recebeu diversos elogios da crítica esportiva, com muitos o considerando melhor que Neymar pela técnica apurada, lançamentos com exímia precisão, dribles desconcertantes e visão de jogo inacreditável. Ao lado de Neymar, foi um dos mais assediados do futebol brasileiro naquele ano, recebendo apelo nacional (tanto da mídia, quanto dos torcedores) por uma vaga na Seleção Brasileira que disputaria a Copa do Mundo. O técnico Dunga, no entanto, deixou ambos de fora da lista final dos 23 convocados. Ganso recebeu sua primeira convocação para a Seleção Brasileira em agosto, sendo chamado pelo novo treinador, Mano Menezes, logo após o Mundial realizado na África do Sul. Com a camisa 10, atuou na vitória por 2–0 sobre os Estados Unidos, num amistoso realizado em Nova Jérsia.
O jogador sofreria a sua primeira grave lesão no dia 25 de agosto, em uma partida contra o Grêmio realizada no Estádio Olímpico; uma entorse no joelho esquerdo acabou ocasionando a ruptura do ligamento cruzado posterior do atleta. A previsão para recuperação foi de seis meses, e ele só voltaria a jogar em 2011. Diante do drama de Ganso, a torcida do Santos fez uma campanha que se iniciou no Twitter com a hashtag #ForçaGanso, emocionando o meia e arrecadando mais de 80 cestas básicas destinadas à famílias carentes.
Nessa temporada, o meia deu 15 assistências e marcou 13 gols.

#### 2011
Em 2011, após quase sete meses sem jogar, Ganso reestreou contra o Botafogo pelo Campeonato Paulista, no dia 12 de março. Mesmo após tanto tempo parado devido a uma cirurgia no joelho, o camisa 10 santista teve importante participação no primeiro gol e marcou o segundo na vitória do Santos por 2–1. A equipe santista foi novamente campeã paulista, como no ano anterior, vencendo o Corinthians na final. No jogo de ida contra os corintianos, em 8 de maio, Paulo Henrique sofreu mais uma lesão, não tão grave quanto a última.
A estreia de Ganso pela Copa Libertadores da América foi contra o time do Colo-Colo, do Chile, onde o Santos foi derrotado por 3–2. Mesmo tendo iniciado o jogo vencendo com um belo gol de falta de Elano com menos de 15 minutos de bola rolando, neste jogo Ganso foi titular por quase toda a partida. Porém, após a já citada lesão contra o Corinthians, o meia perdeu boa parte da campanha do Peixe rumo à final da Libertadores, retornando apenas em 22 de junho, no segundo jogo da final contra o Peñarol, do Uruguai. Nessa partida, Ganso foi afetado pelo longo tempo sem atuar, mas participou da jogada do primeiro gol, marcado por Neymar, ajudando o Santos a vencer por 2–1 e sagrar-se campeão do torneio após 48 anos.
Na estreia da equipe no Mundial de Clubes da FIFA, na vitória por 3–1 contra o Kashiwa Reysol, Ganso deu o passe para Neymar abrir o placar. Já na final contra o Barcelona de Josep Guardiola, o meia teve uma atuação apagada, assim como todo o seu time, e viu o Santos ser goleado por 4–0.

#### 2012
No ano em que o Santos completava 100 anos, Ganso foi inicialmente destaque pelo anúncio de que seria pai pela primeira vez após engravidar uma moça com quem não tinha um relacionamento estável, assim como seu companheiro Neymar o fez no ano de 2011. Pelo Campeonato Paulista, entrou em campo 15 vezes, marcando cinco gols, um deles na final contra o Guarani, e sagrando-se tricampeão da competição.
Nesse ano, as lesões e o relacionamento turbulento com a torcida santista atrapalharam a trajetória do meia no próprio Santos e também na Seleção Brasileira, sendo explícito que ele já não era mais indispensável ao escrete canarinho. O meia começou a ser preterido por outros meias que vinham em melhor fase. Foi convocado para os Jogos Olímpicos de Londres pelo então técnico Mano Menezes, porém na condição de reserva, tendo a sua situação piorada por mais uma das muitas lesões que foram desencadeadas pelas operações em ambos os joelhos. Passou praticamente todo o torneio lesionado, vendo do banco o sucesso de outro jovem talento, o também meia Oscar, que vinha em alta e acabou ficando com a tão desejada camisa 10. Após a derrota nas Olimpíadas, Mano seria demitido e Ganso só retornaria a Seleção em 2016.

### São Paulo

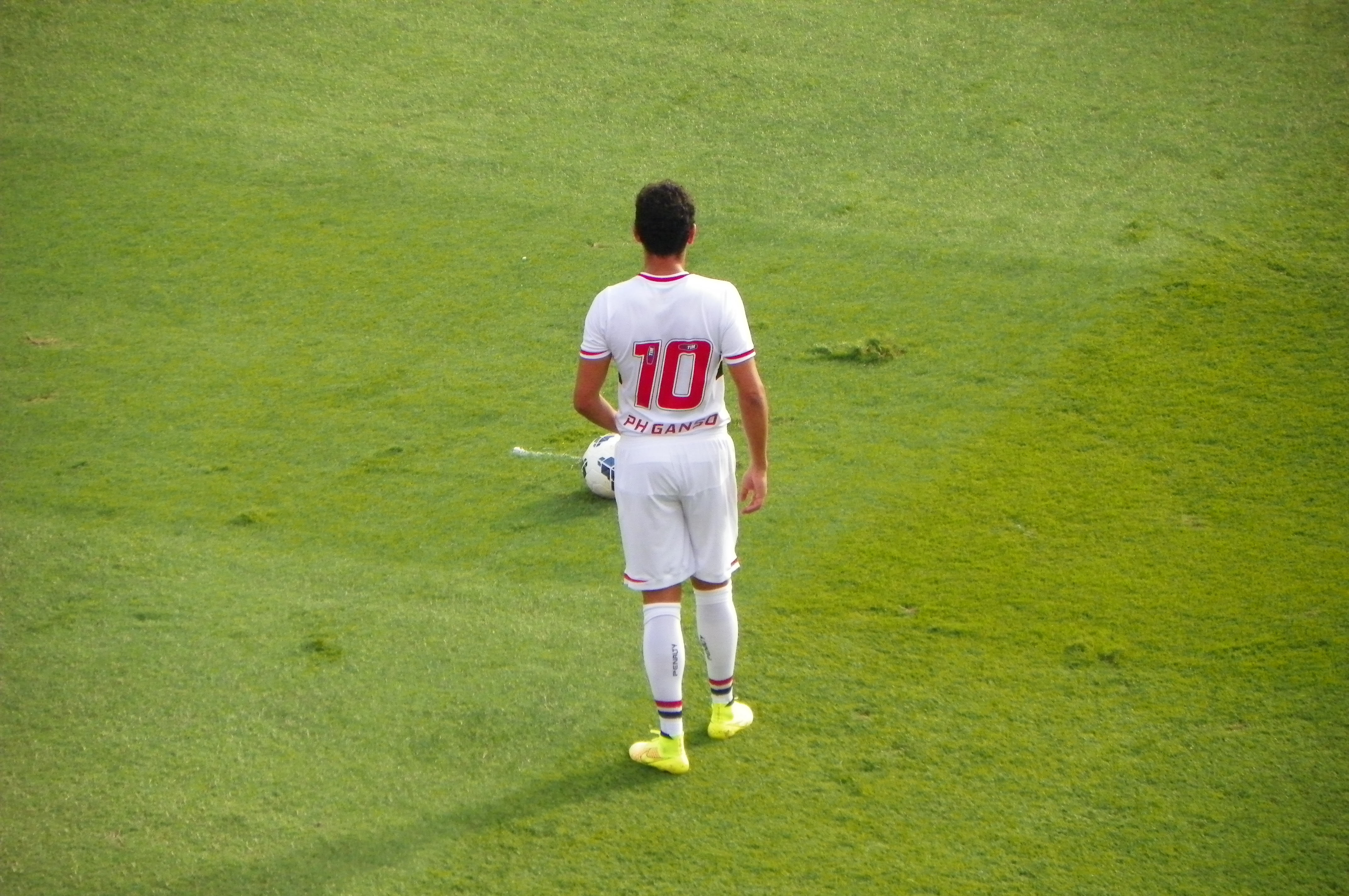
Ganso preparando-se para cobrar uma falta no Morumbi, em jogo contra o Sport

Após uma longa negociação, o São Paulo anunciou a contratação do meia na madrugada de 21 de setembro de 2012, pagando um valor total de dez milhões de euros (aproximadamente 23,9 milhões de reais) ao Santos. Ganso, de início, recebeu a camisa 8 no Tricolor, já que a camisa 10 era de Jadson. Sua estreia no clube ocorreu em 18 de novembro, na partida contra o Náutico no Morumbi, com um público de 62 207 pessoas. Em dezembro, o São Paulo jogou a partida da última rodada do Campeonato Brasileiro contra o Corinthians, no Pacaembu. O técnico do Tricolor à época, Ney Franco, decidiu poupar todo o time titular, visando ao primeiro jogo das finais da Copa Sul-Americana contra o Tigre, em Buenos Aires, e foi para o jogo somente com reservas e jogadores formados nas categorias de base, enquanto o Corinthians, que se preparava para a viagem ao Japão, onde disputaria o Mundial de Clubes da FIFA, não poupou ninguém. Nessa partida, Ganso jogou noventa minutos pela primeira vez no seu novo clube, pois ainda estava sem ritmo de jogo, devido a uma lesão na coxa direita, sofrida na época em que jogava no Santos. O São Paulo venceu por 3–1, com um futebol convincente, e Ganso foi destaque, com lançamentos, dribles e passe para dois gols, além de participação no terceiro. O meia saiu aplaudido de campo e foi muito elogiado pela crítica esportiva, criando boas expectativas para o ano seguinte, visto que o melhor jogador do time à época, Lucas, estava vendido ao Paris Saint-Germain e deixaria o clube após o fim do ano — Ganso, ainda que com características diferentes, havia chegado para suprir a saída do meia. Ainda em dezembro de 2012, conquistou seu único título com o São Paulo: a Copa Sul-Americana.
O início de 2013 foi promissor para Ganso. Começou jogando na sua posição de origem, tendo Ney Franco deslocado Jadson para a beirada do campo, na posição em que jogava Lucas. Marcou seu primeiro gol com a camisa tricolor no dia 26 de janeiro, numa vitória por 2–1 contra o Atlético Sorocaba, em partida válida pelo Campeonato Paulista. Seu segundo gol viria no dia 16 de fevereiro, num triunfo por 3–1 contra o Ituano. Já no dia 17 de abril, contra o Atlético Mineiro, pela Libertadores, considerada pelos são-paulinos a partida mais importante da temporada até então, Ganso teve uma atuação importante. O Tricolor do Morumbi venceu a partida por 2–0, classificando-se para as oitavas de final.
No entanto, nessa época, o meia começou a ser questionado por não conseguir se firmar na equipe titular, desempenhando um fraco futebol, assim como todo o time. Foi criticado, vaiado e, para piorar a situação, perdeu uma cobrança na derrota para o Corinthians, nos pênaltis, pelas semifinais do Campeonato Paulista. Menos de duas semanas após a derrota para o rival, o São Paulo, depois de uma campanha cambaleante na fase de grupos, foi eliminado nas oitavas de final da Libertadores pelo Atlético Mineiro, com duas derrotas. Pouco mais de dois meses após a eliminação, Ney Franco (com quem Ganso teve um atrito, por considerar que tivera poucas oportunidades para entrar em campo) foi demitido, sendo contratado Paulo Autuori para o seu lugar. No entanto, a má fase do time continuou, ainda mais acentuada, e o São Paulo chegou a ficar 14 partidas sem vencer. Ganso, que no promissor início de 2013 tinha planos de disputar a Copa das Confederações pela Seleção, não teve sequer uma oportunidade para mostrar serviço a Felipão, o então técnico do Brasil.
Segundo Ney Franco diria em julho, quando já era ex-treinador do clube, os reiterados maus desempenhos de Ganso em campo seriam culpa de uma "fritura" promovida pelo goleiro e capitão Rogério Ceni. Segundo Franco, graças às reclamações de corredor de Ceni, o ex-santista foi afetado pelos burburinhos de que, quando jogava, "o time tinha um jogador a menos".
Entre o fim de 2013 e o início de 2014, Jadson teve desentendimentos com o então técnico do clube, Muricy Ramalho, e deixou o tricolor com destino ao Corinthians, envolvendo-se em uma negociação que trouxe Alexandre Pato ao São Paulo por empréstimo. Com isso, a camisa 10 estava sem dono e foi repassada a Ganso, que prometeu empenho para honrá-la. Por conseguinte, voltou a ter as boas atuações de sua passagem pelo Santos. Ganso, dessa forma, ultrapassou Jadson na liderança de assistências no clube na temporada, com onze passes, e foi elogiado pelo próprio Muricy, que festejou a boa fase do craque: "Hoje, temos um camisa 10."
Completou 100 jogos pelo São Paulo em 20 de junho de 2014, contra o Orlando City, em um amistoso. Apesar das críticas, o próprio jogador se considera acima da média, considerando até o nível internacional.
Em 2016, Ganso passou a contar com a ajuda do então novo treinador do Tricolor, Edgardo Bauza, para voltar à Seleção. Em 30 de janeiro, na estreia do clube no Paulistão, o meia foi o autor do gol que abriu o placar no empate por 1–1 diante do Red Bull Brasil. Em 5 de março, Ganso completou duzentos jogos com a camisa do São Paulo, marcando o único gol da derrota por 3–1 para o São Bernardo. Voltou a marcar gols nos empates contra River Plate, em 10 de março, e Trujillanos, em 16 de março, ambos válidos pela Libertadores, e Ituano, em 20 de março, todos por 1–1. Devido à maior participação na marcação, uma de suas maiores deficiências, aliada à visão de jogo e à técnica apurada, voltou a ser chamado para a Seleção após um hiato de quase quatro anos. Disputou, sob o comando de Dunga, a Copa América Centenário, nos Estados Unidos. Sendo um dos principais são-paulinos na Libertadores, acabou se machucando num jogo contra o Fluminense e não conseguiu jogar mais. Com a eliminação na Libertadores, o meia foi vendido ao Sevilla, realizando o sonho de jogar na Europa. Seu último gol pelo São Paulo foi no jogo contra o Palmeiras, na vitória por 1–0.

### Sevilla

#### 2016–17
Em 16 de julho de 2016, São Paulo e Sevilla anunciaram por meio de seus sites oficiais a venda de Ganso à equipe espanhola. No dia 14 de agosto, fez sua estreia pelo Sevilla na primeira partida da Supercopa da Espanha de 2016, na derrota para o Barcelona por 2–0, no Ramón Sánchez Pizjuán. No Espanhol entrou no segundo tempo e deu uma assistência de calcanhar, na vitória do sevilla sobre o Alavés por 2–1. Marcou seu primeiro gol pela equipe na goleada do Sevilla por 9 a 1 sobre o Formentera, abriu o placar e deu um belo passe de calcanhar que originou o oitavo de seu time, em partida válida pela Copa del Rey. Voltou a atuar no jogo contra o Granada, pelo Campeonato Espanhol, em 21 de abril de 2017 - Ganso estava sem atuar há mais de 100 dias (sua última aparição foi em 4 de janeiro de 2017, na derrota por 3–0 contra o Real Madrid). O meia marcou dois gols, que culminaram na vitória de sua equipe por 2–0.

#### 2017–18
Balançou as redes, na vitória fora de casa contra o Getafe pelo Campeonato Espanhol, fez de calcanhar o único gol da partida, seu primeiro na temporada. No jogo contra o Eibar, Ganso fez o primeiro gol na vitória de seu time por 2–0 dentro de casa.

#### 2018–19
Após oito meses, voltou a ser relacionado para o jogo contra o FK Žalgiris Vilnius, pela fase preliminar da Liga Europa da UEFA. Começou a partida no banco de reservas, entrando nos minutos finais da vitória do Sevilla por 1–0.

### Amiens
Em 31 de agosto de 2018, foi emprestado para o Amiens por uma temporada. Fez sua estreia em 15 de setembro, entrando no decorrer da partida contra o Lille. Após sete minutos em campo, deu uma assistência para Kurzawa marcar o primeiro gol do Amiens na partida, na derrota por 3–2.

### Fluminense
Após uma rápida passagem pelo futebol francês, Paulo Henrique Ganso foi anunciado como reforço do Fluminense no dia 31 de janeiro de 2019. O jogador assinou um contrato com duração de cinco anos, até final de 2023. O camisa 10 estreou na vitória por 2 a 0 em cima do Bangu pela primeira rodada da Taça Rio do Campeonato Carioca de 2019.

#### 2019
Com a contratação de Fernando Diniz para a disputa do Campeonato Carioca, o Fluminense mudou seu estilo de jogar, passando a focar no toque e posse de bola. Ganso se adaptou ao estilo de jogo e teve uma ótima temporada pelo clube, batendo recordes de participação em chances claras de gol. No entanto, o Fluminense não conseguia alcançar os resultados e teve desempenho ruim nas competições nacionais de 2019, o que apagou o protagonismo de Ganso naquele ano.
Seu primeiro gol com a camisa do Fluminense foi contra o Ypiranga-RS pela Copa do Brasil de 2019. O gol ficou marcado na época por ter sido de barriga, o que remeteu à torcida o emblemático gol de Renato Gaúcho no título tricolor sobre o maior rival no Campeonato Carioca de 1995.

#### 2020
O ano de 2020, marcado eternamente no futebol mundial pela paralisação dos campeonatos devido à pandemia de COVID-19, foi de altos e baixos para o Fluminense e para Ganso. O camisa 10 tricolor passou a ser reserva, entrando nos jogos somente nos minutos finais — isso por conta do modelo de jogo reativo do técnico Odair Hellmann, além do baixo desempenho do próprio atleta. Neste ano, PH Ganso foi relacionado para 39 dos 53 jogos do Flu, sendo titular apenas em quatro partidas. Portanto, em 35 partidas pelo clube carioca, entrou em 29, e, em 6, ficou apenas no banco, sendo o jogador suplente mais utilizado por Odair e Marcão, técnicos que passaram pelo Tricolor ao longo de 2020.
Nesta temporada, o "Maestro" jogou apenas 1.116 minutos pelo Fluminense, mesmo assim, o elenco conseguiu terminar o Campeonato Brasileiro de 2020 em 5.º lugar, ganhando a vaga direta na Copa Libertadores de 2021, devido o título da Copa do Brasil do Palmeiras, que já havia garantido a vaga por ser o campeão da Copa Libertadores da América do mesmo ano. Em função da paralisação devido a pandemia de COVID-19, a temporada do futebol brasileiro de 2020 terminou apenas no ano de 2021.

#### 2021

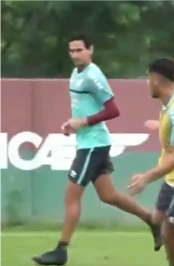
Ganso em treinamento no CT Carlos Castilho

No ano de 2021, Ganso continuou sendo pouco utilizado pelo técnico Roger Machado, mesmo com o treinador pretendendo usar o meia como um falso 9 para ser reserva do centroavante e ídolo tricolor, Fred.
Entre os meses de maio e junho, sem espaço no Fluminense, o "Maestro" quase deixou o tricolor para se transferir ao Santos, seu ex-clube. O técnico Fernando Diniz pediu a sua contratação, mas ela acabou não indo para frente por insatisfação e revolta da torcida santista.
Em 4 de agosto, no Maracanã, Ganso chegou ao seu 100.º jogo pelo Tricolor. Na ocasião, o Fluminense venceu o Cerro Porteño por 1 a 0, com gol de Fred, e avançou às quartas de final da Libertadores.
Ao longo da temporada, o camisa 10 passou a ser mais utilizado pelo treinador do Flu nas fases finas da Copa Libertadores da América, entrando como titular justamente na última partida do jogador da temporada, visto que saiu por conta de uma grave lesão no braço direito, contra o Barcelona de Guayaquil, após tentar um gol de bicicleta.
Com esta contusão, Ganso fez a sua pior temporada pelo Fluminense, perdendo todo o segundo semestre após passar por uma cirurgia para tratar a sua lesão. Sendo assim, perdeu os últimos 25 jogos do time, disputando somente 23 partidas ao todo, com três gols e duas assistências. No final, o Fluminense terminou o Campeonato Brasileiro na 7.ª posição e garantiu a vaga na segunda fase da Libertadores.

#### 2022
Esse foi a ano da volta por cima de Ganso no Fluminense e na sua carreira. Após um início conturbado no carioca com a insistência do treinador Abel Braga em deixar Ganso no banco, a torcida, que nunca deixou de apoiar o jogador e clamar pela sua titularidade, foi incisiva em protestos para a entrada de Ganso. Os pedidos surtiram efeito e Ganso terminou o Campeonato Carioca como um dos principais jogadores do time, sendo peça fundamental nas finais do campeonato, conquistando assim seu primeiro título com a camisa tricolor.
O sucesso do carioca alternou durante a temporada. Fernando Diniz reassumiu o time após a eliminação na pré-Libertadores de 2022 e também foi eliminado da Copa Sul-Americana, pegando o time já numa situação difícil. Disputando apenas a Copa do Brasil e o Campeonato Brasileiro, o Fluminense foi bem nos dois campeonatos, com participação fundamental de Ganso em ambas as competições. O Flu terminou a temporada em 3.º lugar no Brasileirão e foi até à semifinal da Copa do Brasil.
Paulo Henrique Ganso terminou a temporada com nove gols e nove assistências em 57 jogos, além de participação direta em inúmeros gols do time, tendo assim sua melhor temporada em números pelo tricolor das Laranjeiras. Foi uma temporada especial para Ganso, que conseguiu apresentar um futebol de excelência após alguns anos em baixa, superior ao bom ano de 2019 que fez já pelo Fluminense.
Em dezembro de 2022, o Fluminense anunciou sua renovação até o fim de 2025.

#### 2023
Em 2023, Paulo Henrique Ganso vive a sua melhor temporada com a "armadura" tricolor, fazendo diversos gols no primeiro semestre do ano.
Em 24 de agosto, ao entrar em campo na vitória por 2 a 0 sobre o Olimpia, do Paraguai, pela ida das quartas de final da Libertadores, Paulo Henrique Ganso chegou aos 200 jogos com a camisa do Fluminense. No dia 4 de novembro sagrou-se campeão da Copa Conmebol Libertadores da América, tendo participado de 12 dos 13 jogos do Tricolor das Laranjeiras ao longo da campanha.

#### 2024
Apesar do ano ruim do Fluminense em 2024, Ganso foi um dos poucos jogadores do elenco tricolor que não decaiu comparado a 2022 e 2023. O meia terminou o ano com 4 gols e 10 assistências, assim como 2023, tendo também múltiplas partidas jogando muito bem. Ao final da temporada, o jogador foi um dos jogadores de fora da Europa a serem indicados para a seleção do The Best FIFA Football Awards 2024, como meia, contanto a temporada 2023-2024 europeia.

#### 2025
Em 18 de janeiro, durante a pré-temporada do Fluminense, Ganso foi diagnosticado com uma miocardite, uma inflamação no músculo do coração. O jogador foi preventivamente afastado dos treinos e proibido de fazer atividades físicas por 4 semanas até a realização de um novo exame para ver se o jogador tem condições de retornar. No dia 6 de abril, fez sua estreia na temporada 2025 após curar-se da miocardite, na vitória por 2 a 1 sobre o Bragantino.

### Seleção Brasileira

#### Seleção Sub-20
Paulo Henrique foi o camisa 11 do Brasil na disputa do Mundial Sub-20 de 2009, realizado no Egito. A equipe conquistou o vice-campeonato, sendo derrotado por Gana na final, em disputa por pênaltis, após o 0–0 no tempo normal. O meia do Santos marcou um gol no torneio, contra a Austrália, na fase de grupos, e apesar de não ter sido um dos principais destaques como se previra que seria devido à sua boa temporada, foi útil ao time e titular durante toda a campanha brasileira.

#### Fora da Copa do Mundo de 2010
Em grande fase no Santos, houve a expectativa que Ganso fosse chamado para disputar a Copa do Mundo FIFA de 2010, porém ficou apenas na lista dos sete jogadores que só entrariam na competição se algum dos 23 chamados não pudesse ir à África do Sul por motivos de força maior. Assim como Paulo Henrique, os outros seis jogadores não foram chamados, pois não houve nenhum tipo de contratempo com os 23 da lista principal.

#### Primeira convocação e Copa América

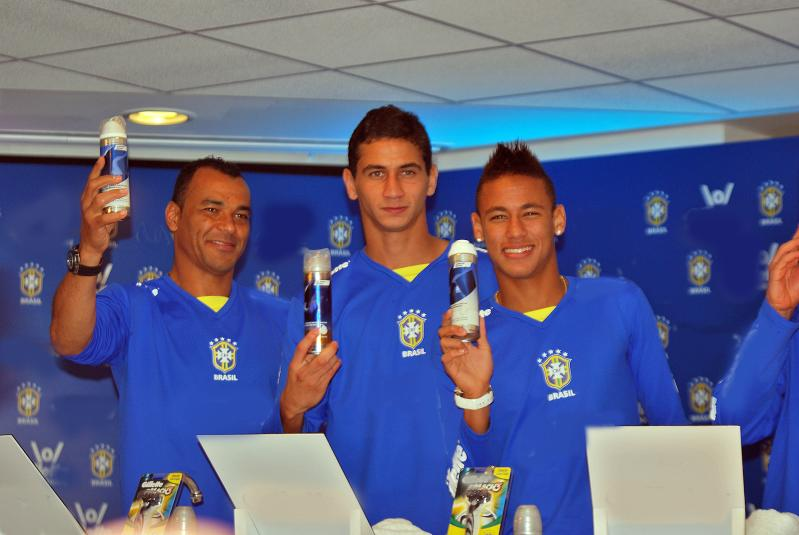
Ganso ao lado de Cafu e Neymar em evento de um patrocinador da Seleção Brasileira

Sua primeira convocação aconteceu no dia 26 de julho de 2010, para amistoso contra os Estados Unidos, que foi realizado em 10 de agosto. Na ocasião, foi chamado pelo técnico Mano Menezes, em um projeto de renovação da Seleção para a partida contra os Estados Unidos. Paulo Henrique ficou fora das listas seguintes por conta de duas lesões: a primeira, sofrida em 25 de agosto de 2010, o afastou por seis meses, e a segunda, menos grave, sofrida em 8 de maio de 2011, quase lhe retirou da Copa América de 2011. No entanto, Mano o convocou mesmo assim, uma decisão arriscada para muitos especialistas.
No torneio Paulo Henrique teve atuações muito abaixo do seu potencial, talvez por estar retornando de lesão, e foi criticado. O Brasil terminou precocemente eliminado nas quartas-de-final, contra o Paraguai. Após um empate em 0-0 que persistiu até o final da prorrogação, os brasileiros desperdiçaram todas as cobranças na disputa por pênaltis, erraram 4 de 5 e, foram derrotados por 2-0 nos pênaltis. Ganso havia sido substituído ainda durante a partida.
Depois de revigorar seu bom futebol no segundo semestre de 2013, e de ser a aposta de muitos para estar na lista de convocados para a Copa do Mundo no Brasil, Ganso admitiu, dois meses antes do início da competição, que não crê mais na possibilidade de estar no Mundial. Se, quatro anos antes, às vésperas do Mundial da África do Sul, Ganso era quase uma unanimidade popular (apesar de deixado de fora da lista final pelo então treinador da Seleção Dunga, hoje, segundo o próprio camisa 10 tricolor: "Eu esperava sim jogar [em anos anteriores]. Eu estava na briga. Mas não fomos chamados. A lista da Copa não está definida, mas todos os jogadores já estão meio cientes de quais serão os convocados. Será uma tristeza ver a Copa sendo disputada no Brasil, mas ainda sou novo. Dá para pensar em jogar uma próxima Copa. Fica para a próxima".

#### Retorno à seleção
No dia 1 de junho de 2016, a CBF anunciou o corte do meia Kaká, por conta de uma pequena lesão que o deixaria de fora por quinze a vinte dias, e anunciou a convocação de Ganso para substituí-lo na Copa América Centenário.
|     | Data                   | Local                     | Resultado | Adversário   | Gols | Competição       |
| --- | ---------------------- | ------------------------- | --------- | ------------ | ---- | ---------------- |
| 1.  | 27 de setembro de 2009 | Port Said, Egito          | 5–0       | Costa Rica   | -    | Mundial Sub-20   |
| 2.  | 30 de setembro de 2009 | Port Said, Egito          | 0–0       | Tchéquia     | -    | Mundial Sub-20   |
| 3.  | 3 de outubro de 2009   | Port Said, Egito          | 1–3       | Austrália    | 1    | Mundial Sub-20   |
| 4.  | 7 de outubro de 2009   | Port Said, Egito          | 3–1       | Uruguai      | -    | Mundial Sub-20   |
| 5.  | 10 de outubro de 2009  | Cairo, Egito              | 2–1       | Alemanha     | -    | Mundial Sub-20   |
| 6.  | 13 de outubro de 2009  | Cairo, Egito              | 1–0       | Costa Rica   | -    | Mundial Sub-20   |
| 7.  | 16 de outubro de 2009  | Cairo, Egito              | 0–0       | Gana         | -    | Mundial Sub-20   |
| 8.  | 20 de julho de 2012    | Middlesbrough, Inglaterra | 0–2       | Grã-Bretanha | -    | Partida Amistosa |
| 9.  | 26 de julho de 2012    | Cardiff, País de Gales    | 3–2       | Egito        | -    | Jogos Olímpicos  |
| 10. | 29 de julho de 2012    | Manchester, Inglaterra    | 3–1       | Bielorrússia | -    | Jogos Olímpicos  |

|    | Data                    | Local                           | Resultado | Adversário           | Gols | Competição       |
| -- | ----------------------- | ------------------------------- | --------- | -------------------- | ---- | ---------------- |
| 1. | 10 de agosto de 2010    | East Rutherford, Estados Unidos | 0–2       | Estados Unidos       | -    | Partida Amistosa |
| 2. | 3 de julho de 2011      | La Plata, Argentina             | 0–0       | Venezuela            | -    | Copa América     |
| 3. | 9 de julho de 2011      | Córdoba, Argentina              | 2–2       | Paraguai             | -    | Copa América     |
| 4. | 13 de julho de 2011     | Córdoba, Argentina              | 4–2       | Equador              | -    | Copa América     |
| 5. | 17 de julho de 2011     | La Plata, Argentina             | 0–0       | Paraguai             | -    | Copa América     |
| 6. | 10 de agosto de 2011    | Stuttgart, Alemanha             | 3–2       | Alemanha             | -    | Partida Amistosa |
| 7. | 5 de setembro de 2011   | Londres, Inglaterra             | 1–0       | Gana                 | -    | Partida Amistosa |
| 8. | 28 de fevereiro de 2012 | Sankt Gallen, Suíça             | 1–2       | Bósnia e Herzegovina | -    | Partida Amistosa |

## Estatísticas

### Clubes
Abaixo estão listados todos os jogos, gols e assistências do futebolista por clubes.
| Clube             | Temporada         | Campeonato nacional | Campeonato nacional | Campeonato nacional | Copa nacional[a] | Copa nacional[a] | Copa nacional[a] | Competições continentais[b] | Competições continentais[b] | Competições continentais[b] | Outros torneios[c] | Outros torneios[c] | Outros torneios[c] | Total | Total | Total   |
| Clube             | Temporada         | Jogos               | Gols                | Assist.             | Jogos            | Gols             | Assist.          | Jogos                       | Gols                        | Assist.                     | Jogos              | Gols               | Assist.            | Jogos | Gols  | Assist. |
| ----------------- | ----------------- | ------------------- | ------------------- | ------------------- | ---------------- | ---------------- | ---------------- | --------------------------- | --------------------------- | --------------------------- | ------------------ | ------------------ | ------------------ | ----- | ----- | ------- |
| Santos            | 2008              | 3                   | 0                   | 0                   | —                | —                | —                | —                           | —                           | —                           | 4                  | 0                  | 0                  | 7     | 0     | 0       |
| Santos            | 2009              | 31                  | 8                   | 6                   | 4                | 0                | 0                | —                           | —                           | —                           | 11                 | 2                  | 0                  | 46    | 10    | 6       |
| Santos            | 2010              | 11                  | 0                   | 2                   | 10               | 2                | 3                | 2                           | 0                           | 0                           | 21                 | 11                 | 8                  | 44    | 13    | 13      |
| Santos            | 2011              | 13                  | 2                   | 1                   | —                | —                | —                | 9                           | 1                           | 3                           | 9                  | 2                  | 3                  | 31    | 5     | 7       |
| Santos            | 2012              | 5                   | 1                   | 0                   | —                | —                | —                | 13                          | 3                           | 2                           | 16                 | 4                  | 9                  | 34    | 8     | 11      |
| Santos            | Total             | 63                  | 11                  | 9                   | 14               | 2                | 3                | 24                          | 4                           | 5                           | 61                 | 19                 | 20                 | 162   | 36    | 37      |
| São Paulo         | 2012              | 3                   | 0                   | 2                   | —                | —                | —                | 2                           | 0                           | 0                           | —                  | —                  | —                  | 5     | 0     | 2       |
| São Paulo         | 2013              | 31                  | 1                   | 6                   | —                | —                | —                | 16                          | 2                           | 3                           | 19                 | 2                  | 3                  | 66    | 5     | 12      |
| São Paulo         | 2014              | 34                  | 5                   | 10                  | 6                | 0                | 2                | 6                           | 3                           | 1                           | 16                 | 1                  | 4                  | 62    | 9     | 17      |
| São Paulo         | 2015              | 31                  | 2                   | 9                   | 6                | 0                | 0                | 8                           | 0                           | 0                           | 10                 | 1                  | 2                  | 55    | 3     | 11      |
| São Paulo         | 2016              | 7                   | 1                   | 2                   | —                | —                | —                | 11                          | 2                           | 3                           | 15                 | 1                  | 0                  | 33    | 7     | 7       |
| São Paulo         | Total             | 106                 | 9                   | 29                  | 12               | 0                | 2                | 43                          | 7                           | 7                           | 60                 | 8                  | 11                 | 221   | 24    | 49      |
| Sevilla           | 2016–17           | 10                  | 2                   | 1                   | 3                | 1                | 0                | 1                           | 0                           | 0                           | 2                  | 0                  | 0                  | 16    | 3     | 1       |
| Sevilla           | 2017–18           | 8                   | 2                   | 0                   | 2                | 1                | 3                | 1                           | 1                           | 0                           | —                  | —                  | —                  | 11    | 4     | 3       |
| Sevilla           | 2018–19           | —                   | —                   | —                   | —                | —                | —                | 1                           | 0                           | 0                           | —                  | —                  | —                  | 1     | 0     | 0       |
| Sevilla           | Total             | 18                  | 4                   | 1                   | 5                | 2                | 3                | 3                           | 1                           | 0                           | 2                  | 0                  | 0                  | 28    | 7     | 4       |
| Amiens            | 2018–19           | 12                  | 0                   | 2                   | 1                | 0                | 1                | —                           | —                           | —                           | —                  | —                  | —                  | 13    | 0     | 3       |
| Amiens            | Total             | 12                  | 0                   | 2                   | 1                | 0                | 1                | —                           | —                           | —                           | —                  | —                  | —                  | 13    | 0     | 3       |
| Fluminense        | 2019              | 28                  | 1                   | 0                   | 6                | 2                | 0                | 6                           | 0                           | 0                           | 7                  | 1                  | 1                  | 47    | 5     | 1       |
| Fluminense        | 2020              | 17                  | 2                   | 2                   | 6                | 0                | 0                | 1                           | 0                           | 0                           | 7                  | 0                  | 0                  | 32    | 1     | 2       |
| Fluminense        | 2021              | 10                  | 0                   | 0                   | 3                | 0                | 0                | 2                           | 0                           | 0                           | 8                  | 3                  | 2                  | 23    | 3     | 2       |
| Fluminense        | 2022              | 23                  | 4                   | 4                   | 7                | 3                | 1                | 8                           | 1                           | 0                           | 9                  | 0                  | 3                  | 57    | 9     | 9       |
| Fluminense        | 2023              | 27                  | 3                   | 7                   | 3                | 0                | 0                | 12                          | 0                           | 1                           | 14                 | 1                  | 2                  | 56    | 4     | 10      |
| Fluminense        | 2024              | 32                  | 3                   | 7                   | 3                | 0                | 2                | 11                          | 1                           | 1                           | 5                  | 0                  | 0                  | 51    | 4     | 10      |
| Fluminense        | 2025              | 12                  | 0                   | 0                   | 4                | 1                | 1                | 3                           | 0                           | 0                           | 1                  | 0                  | 0                  | 20    | 1     | 1       |
| Fluminense        | Total             | 149                 | 13                  | 20                  | 32               | 6                | 4                | 43                          | 2                           | 2                           | 51                 | 5                  | 8                  | 286   | 27    | 35      |
| Total na carreira | Total na carreira | 348                 | 37                  | 61                  | 64               | 10               | 13               | 113                         | 11                          | 14                          | 174                | 32                 | 39                 | 710   | 94    | 128     |

- a. ^ Jogos da Copa do Brasil, Copa del Rey, Supercopa da Espanha e Copa da Liga Francesa
- b. ^ Jogos da Copa Libertadores, Mundial de Clubes, Copa Sul-Americana, Recopa Sul-Americana, Copa Suruga, Liga dos Campeões da UEFA e Liga Europa
- c. ^ Jogos do Campeonato Paulista, Campeonato Carioca e Amistosos

### Seleção Brasileira
Abaixo estão listados todos os jogos, gols e assistências do futebolista pela Seleção Brasileira.[carece de fontes?]
Seleção Principal
| Ano               | Copa América | Copa América | Copa América | Amistosos | Amistosos | Amistosos | Total | Total | Total   |
| Ano               | Jogos        | Gols         | Assist.      | Jogos     | Gols      | Assist.   | Jogos | Gols  | Assist. |
| ----------------- | ------------ | ------------ | ------------ | --------- | --------- | --------- | ----- | ----- | ------- |
| 2010              | —            | —            | —            | 1         | 0         | 0         | 1     | 0     | 0       |
| 2011              | 4            | 0            | 2            | 2         | 0         | 0         | 6     | 0     | 2       |
| 2012              | —            | —            | —            | 1         | 0         | 0         | 1     | 0     | 0       |
| Total na carreira | 4            | 0            | 2            | 4         | 0         | 0         | 8     | 0     | 2       |

Seleção Sub–23
| Ano               | Jogos Olímpicos | Jogos Olímpicos | Jogos Olímpicos |
| Ano               | Jogos           | Gols            | Assist.         |
| ----------------- | --------------- | --------------- | --------------- |
| 2012              | 1               | 0               | 0               |
| Total na carreira | 1               | 0               | 0               |

Seleção Sub–20
| Ano               | Campeonato Mundial | Campeonato Mundial | Campeonato Mundial |
| Ano               | Jogos              | Gols               | Assist.            |
| ----------------- | ------------------ | ------------------ | ------------------ |
| 2009              | 7                  | 1                  | 1                  |
| Total na carreira | 7                  | 1                  | 1                  |

## Títulos
Santos
- Campeonato Paulista: 2010, 2011 e 2012
- Copa do Brasil: 2010
- Copa Libertadores da América: 2011[62]
- Recopa Sul-Americana: 2012

São Paulo
- Copa Sul-Americana: 2012[63]

Fluminense
- Taça Rio: 2020
- Taça Guanabara: 2022 e 2023[64]
- Campeonato Carioca: 2022 e 2023
- Copa Libertadores da América: 2023
- Recopa Sul-Americana: 2024

Seleção Brasileira
- Medalha de prata nos Jogos Olímpicos: 2012

### Prêmios individuais
- Seleção do Campeonato Paulista: 2010[65] e 2012[66]
- Seleção da Copa do Brasil: 2010
- Melhor Jogador da Copa do Brasil: 2010
- Prêmio Ginga (Revelação do futebol Brasileiro) de 2010
- Prêmio Rei da América - El País: 2011 (3° Lugar)
- Equipe Ideal da América - El País: 2011
- Bola de Prata: 2014
- Seleção da Copa Libertadores da América: 2016 e 2023[67]
- Indicado a Seleção do Ano da FIFA: 2024 (FIFPro)

### Líder de assistências
- Campeonato Paulista de 2010 (8 assistências)
- Campeonato Paulista de 2012 (9 assistências)
- Copa Sul-Americana de 2013 (3 assistências)